# Kōkyū
Kōkyū (後宮) era la sección del Palacio Imperial Japonés llamada "Dairi" (内裏) donde vivían la familia imperial y las mujeres de la corte.
Muchas mujeres cultas se reunían como esposas de emperadores y damas de la corte, así como las criadas de estas mujeres; los funcionarios de la corte a menudo visitaban a estas mujeres por influencia, encanto literario o romances. Se crearon importantes contribuciones a la literatura de Japón en la Kōkyū durante este período: obras como Genji Monogatari de Murasaki Shikibu, Makura no Sōshi de Sei Shōnagon y muchas antologías de poemas waka.

## Definición

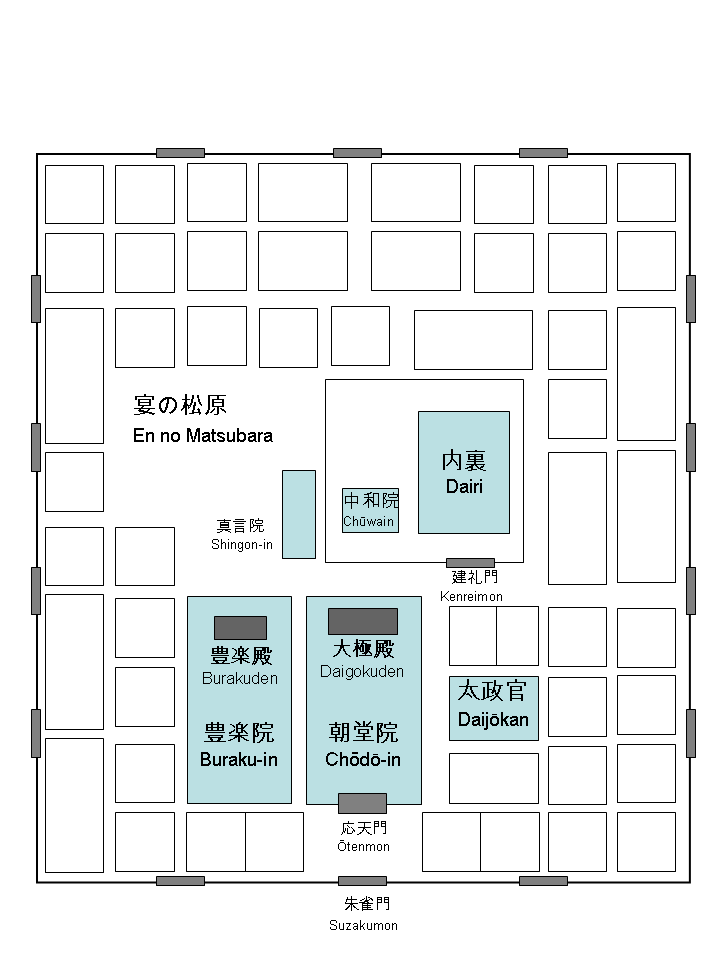
El "Dai-Dairi" - plan esquemático del "Gran Palacio" dentro del complejo imperial de estructuras oficiales y residencias Kuge.

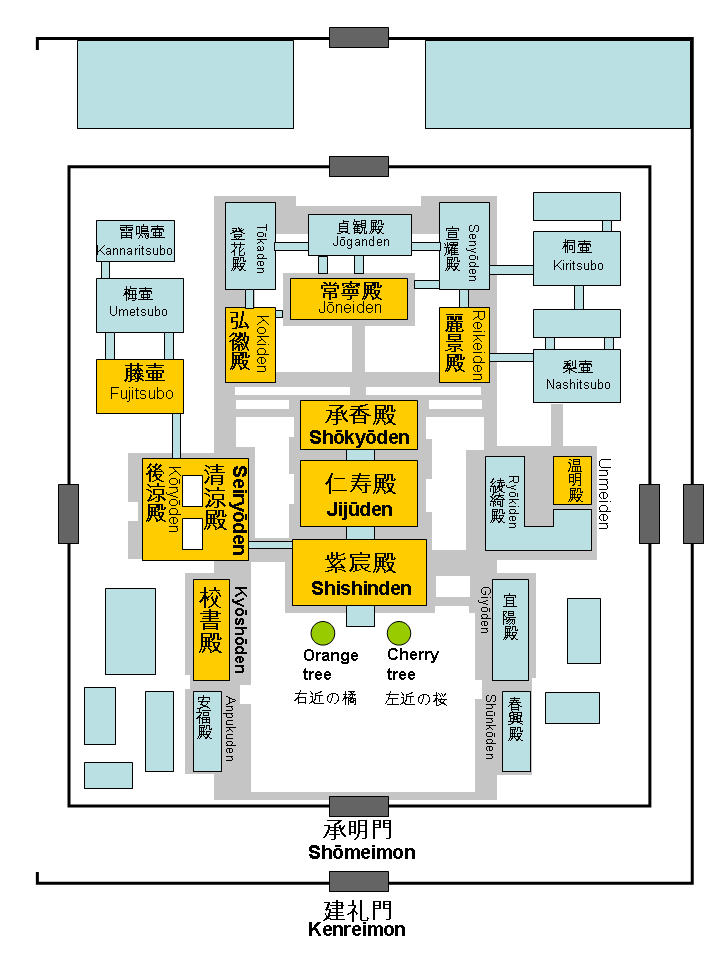
El "Dairi" - plan esquemático del "Palacio Interior" de Heian-kyō dentro del "Palacio Mayor" del recinto Imperial en Kioto.

El término "Dairi" se refiere no solo a los edificios en los que residía la familia imperial japonesa; también se refiere indirectamente a las mujeres de la familia imperial (las Kōkyū), a la corte imperial de Japón, o como una forma indirecta (ahora arcaica) de referirse al propio Emperador.
Los nombres de las varias puertas en las paredes que rodeaban los terrenos imperiales se refieren no solo a las aberturas específicas de las paredes; estos nombres también se usaron para referirse indirectamente a la residencia cercana de una emperatriz cuyo marido había renunciado, o como una forma indirecta de referirse a la emperatriz viuda, por ejemplo, la emperatriz viuda Kenrei (建礼門院, Kenrei-mon-In), cuyo hogar oficial, después de la abdicación y muerte del emperador Takakura, estaba ubicado cerca de la Puerta Kenrei.
De la misma manera, el término kōkyū tiene múltiples significados, refiriéndose al grupo de edificios situados cerca de los apartamentos personales del soberano donde residían las consortes, y también describe el personal de las mujeres de las autoridades del palacio asignadas al servicio de esas consortes. En términos más generales, el término kōkyū podría usarse para identificar el conjunto de consortes de la emperatriz.

## Estructura
La estructura de la familia real y las filas para las damas de la corte se definieron en el Código Taihō y el Código Yōrō. En estos Códigos, originalmente había doce secciones, y se definieron los diversos rangos de las damas de la casa imperial dentro de las Kōkyū.
Las distinciones se reorganizaron gradualmente durante el período Heian. Por ejemplo, en el 806, el emperador Heizei elevó a Fujiwara no Tarashiko (藤原帯子) (? -794), también conocida como Taishi, al otorgarle el título Imperial de Kōgō o emperatriz. Esto ocurrió 12 años después de su muerte, y se convirtió en la primera vez que se otorgó este rango póstumamente elevado.
Muchos de los rangos de la corte que no estaban definidos en los Códigos Taihō o Yōrō han estado en uso continuo en los siglos posteriores al período Heian temprano.

### Esposas imperiales
- Las esposas del emperador
  - Kōgō (皇后) (1 persona): Emperatriz Consorte; también, Kōkōgō (皇后 宮).[4]
  - Chūgū (中宮) (1 persona): Originalmente, la palabra significaba el Palacio donde vivía la Emperatriz Consorte. Dado que el Emperador Ichijō tenía dos Emperatrices Consorte, una de las Emperatrices Consorte se llamaba esta así.
  - Hi (妃) (2 personas): desaparecidas desde el período Heian. Podrían nombrarse princesas.
  - Bunin (夫人) (3 personas): desaparecidas desde el período Heian.
  - Hin (嬪) (4 personas): desaparecidas desde el período Heian.
  - Nyōgo (女御): no se define en los códigos. Podrían nombrarse hijas de ministros.
  - Koui (更衣): no definido en los códigos.

- Otros títulos de mujeres imperiales
  - Kōtaigō (皇太后) (1 persona): Emperatriz Madre (incluida la suegra del Emperador), Emperatriz Viuda o la antigua Emperatriz Consorte; también, Kōtaikōgō (皇太 皇后).[4]
  - Tai-Kōtaigō (太皇太后) (1 persona): la antigua Kōtaigō; también, Tai-Kōtaikōgō (太皇太皇后), la abuela del emperador.[4]
  - Ju-Sangū / Ju-Sangō (准 三 宮 / 准 三 后): Kōgō, Kōtaigō y Tai-Kōtaigō se llaman Sangū / Sangō (三宮/三后). Ju-Sangū / Ju-Sangō significa cuasi-Sangū / Sangō. Ju-Sangū / Ju-Sangō recibió el tratamiento por igual con Sangū / Sangō. No solo consortes y princesas, sino también ministros o monjes de alto rango se convirtieron en Ju-Sangū / Ju-Sangō.
  - Nyoin / Nyōin (女 院): esposas de los ex emperadores o princesas que podrían recibir el mismo tratamiento con Daijō Tennō (In, 院).

### Mujeres de la Corte
Kōkyū Jūni-Shi (後宮十二司)
- Naishi-no-Tsukasa (内侍司) involucró ceremonias imperiales y comunicación entre el emperador y los oficiales de la corte. También mantienen a Ummei-den (温 明 殿) llamado Naishi-dokoro (内侍所) donde el espejo sagrado (神鏡) estaba consagrado.[2]
  - Naishi-no-Kami (尚 侍) (2 personas): Jefe de Naishi-no-Tsukasa. Usualmente las hijas de los ministros podían ser nombradas. Algunas de ellas eran las concubinas del emperador, o las esposas del príncipe heredero.[2]
  - Naishi-no-Suke (典侍) (4 personas): Por lo general, se podría nombrar a hijas del Dainagon y del Chūnagon. Algunas de ellas fueron las concubinas del emperador. Las enfermeras de los emperadores también fueron nombradas.[2]
  - Naishi-no-Jō / Naishi (掌 侍 / 内侍) (4 personas).[2]

Las siguientes 11 secciones se agruparon durante el período Heian.
- Kura-no-Tsukasa (蔵司) trataba con los tesoros imperiales.
- Fumi-no-Tsukasa (書司) se ocupaba de las herramientas de escritura y los libros.
- Kusuri-no-Tsukasa (薬司) estaba a cargo de la medicina.
- Tsuwamono-no-Tsukasa (兵司) trataba con armas.
- Mikado-no-Tsukasa (闈司) se encargaba de abrir y cerrar las puertas.
- Tonomori-no-Tsukasa (殿司) se ocupaba de los combustibles.
- Kanimori-no-Tsukasa (掃司) se encargaba de la limpieza.
- Moitori-no-Tsukasa (水司) trataba con agua y granos de arroz.
- Kashiwade-no-Tsukasa (膳司) se encargaba de las comidas.
- Sake-no-Tsukasa (酒司) se encargaba del licor.
- Nui-no-Tsukasa (縫 司) se encargaba de la ropa.

Otros títulos
- Mikushige-dono-no-Bettō (御匣殿別別当): Jefa de Mikushige-dono donde se trataba la ropa del emperador. Algunas de ellas fueron las concubinas del emperador.
- Nyo-kurōdo (女蔵人) se involucraba en ceremonias imperiales.
- Uneme (采女): dama de corte inferior de los países.

## Ministerio de la Casa Imperial
Las jerarquías de la corte imperial de los períodos Asuka, Nara y Heian abarcaban un Ministerio de la Casa Imperial (宮内省, Kunai-shō). El origen de la actual Agencia de la Casa Imperial se remonta a las disposiciones sobre la estructura del gobierno que se pusieron en vigor durante el reinado del emperador Monmu. Hubo funcionarios específicos del Daijō-kan dentro de esta estructura de ministerio cuya atención se centró principalmente en las mujeres de la casa imperial. Éstas eran:
- Médica (女医博士, Nyo'i hakase). A ningún médico varón se le permitiría cuidar la salud de las mujeres del emperador.
- Chambelán para las mujeres de la casa del Emperador (采女正, Uneme no kami).
- Primera asistente para las mujeres de la casa del Emperador (采女佑, Uneme no jō).
- Caballerizas alternas para las mujeres de la casa del Emperador (采女令史, Uneme no sakan).